# NGC 7660
NGC 7660 é uma galáxia elíptica (E) localizada na direcção da constelação de Pegasus. Possui uma declinação de +27° 01' 47" e uma ascensão recta de 23 horas, 25 minutos e 48,7 segundos.
A galáxia NGC 7660 foi descoberta em 5 de Setembro de 1828 por John Herschel.